# Yagoto (métro de Nagoya)
Yagoto (八事駅, Yagoto-eki) est une station du métro de Nagoya sur les lignes Tsurumai et Meijō dans l'arrondissement de Shōwa à Nagoya.

## Situation sur le réseau
La station Yagoto est située au point kilométrique (PK) 15,0 de la ligne Tsurumai et au PK 17,2 de la ligne Meijō.

## Histoire
La station a été inaugurée le 18 mars 1977 sur la ligne Tsurumai. La ligne Meijō y arrive le 6 octobre 2004.

## Services aux voyageurs

### Accès et accueil
La station est ouverte tous les jours.

### Desserte

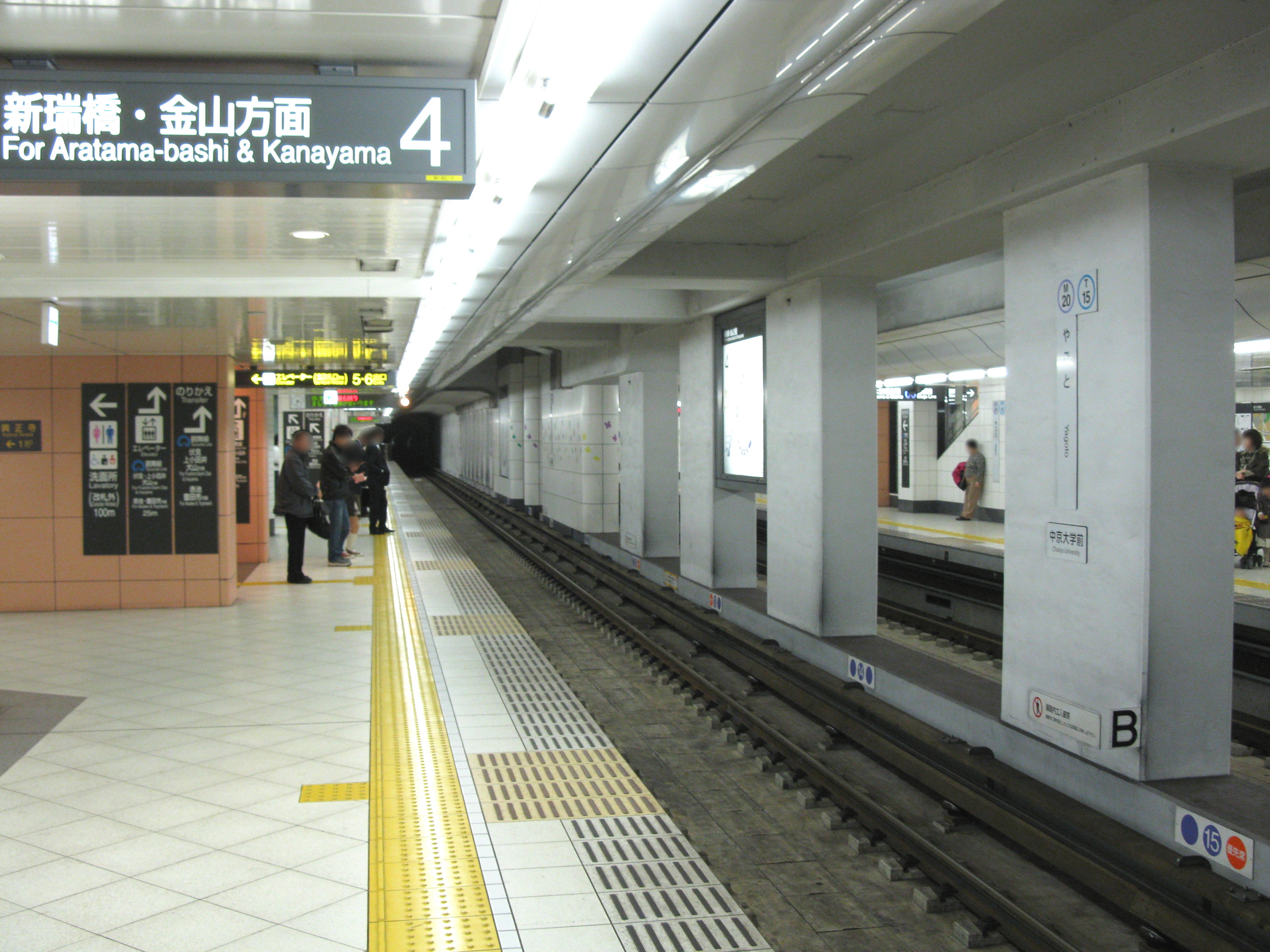
Vue des quais de la ligne Meijō

- Ligne Tsurumai :
  - voie 1 : direction Akaike
  - voie 2 : direction Kami-Otai
- Ligne Meijō :
  - voie 3 : direction Ōzone
  - voie 4 : direction Kanayama

## Dans les environs
- Kōshō-ji
- Université Chūkyō